# Mohammed Abdulrahman
Mohammed Abdulrahman, född 16 september 1989, är en nigeriansk fotbollsspelare (anfallare) som spelar för Vårgårda IK. Han har tidigare spelat för bland annat GAIS och Syrianska FC.

## Karriär
Abdulrahman gjorde 16 mål i division II Östra Götaland för Motala AIF FK säsongen 2010. I januari 2011 skrev han på ett kontrakt på tre år med IF Elfsborg, som dock omgående lånade ut honom till Gais.
Abdulrahman gjorde mål i sina två första matcher i Gais, mot norska IK Start och Halmstads BK i träningsturneringen Color Line Cup i Kristiansand i januari 2011. Han skadade dock korsbandet i en försäsongsmatch mot Qviding FIF och missade hela säsongen 2011. 2012 spelade han för IFK Värnamo, 2013 spelade han åter i GAIS och inför säsongen 2014 skrev han åter kontrakt med Motala AIF.
I november 2016 skrev Abdulrahman på för division 2-klubben Vårgårda IK.